# Romana (instrumento)

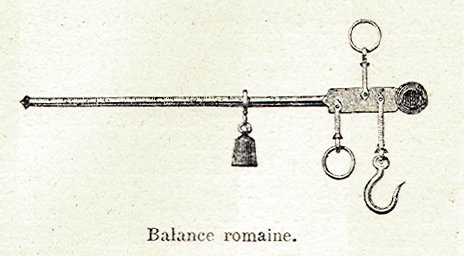
Romana.

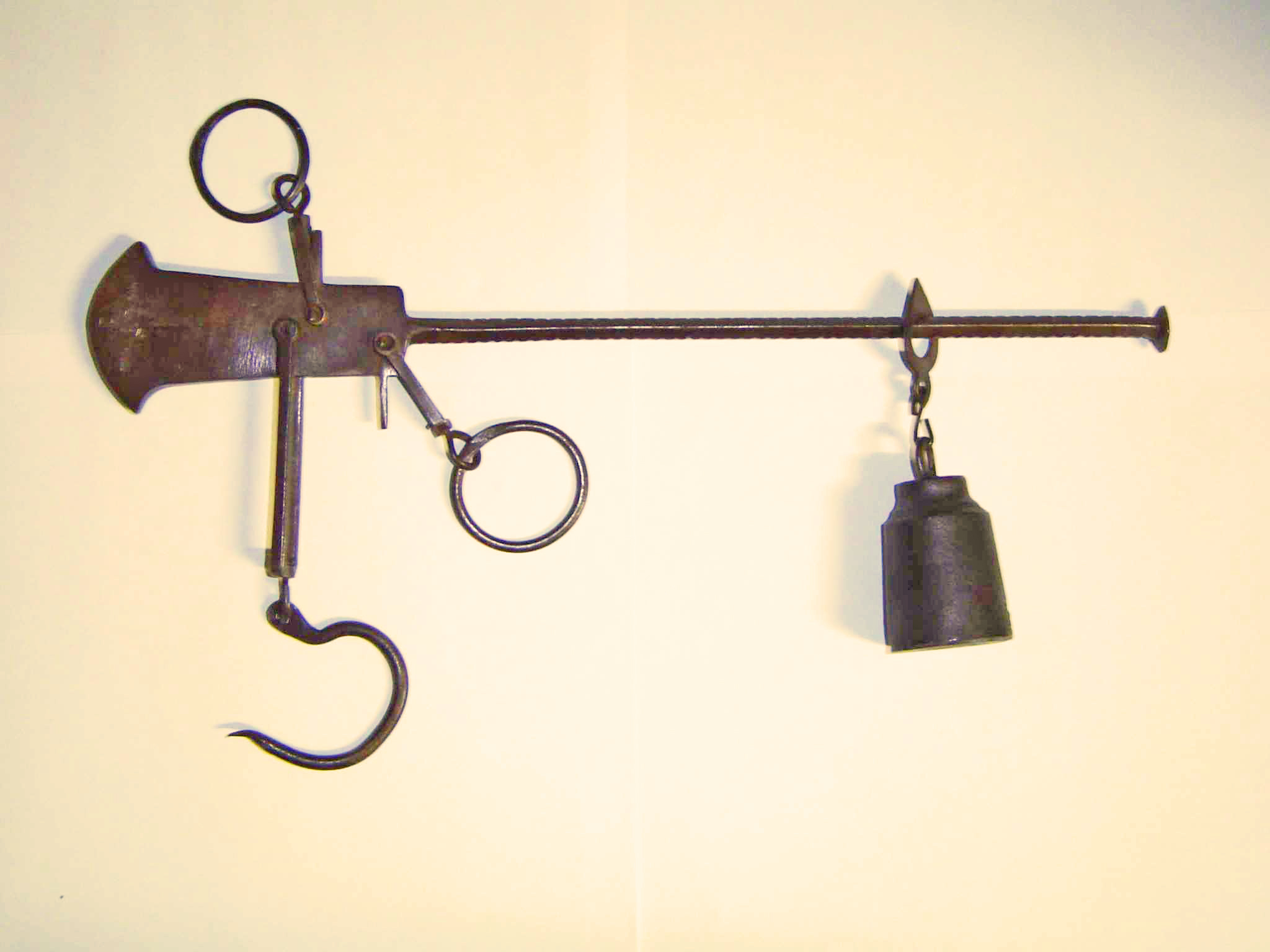
Romana antigua.

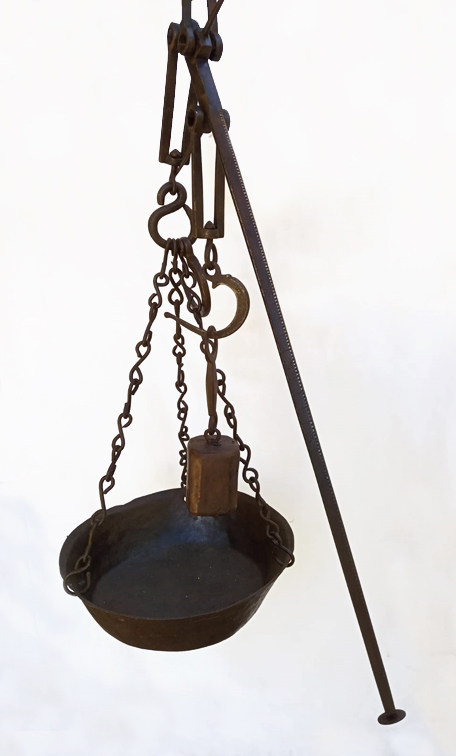
Romana utilizada en La Mancha

La balanza romana (del latín statera romāna, estátera) es un instrumento que sirve para pesar, compuesto por una palanca de brazos muy desiguales, con el fiel sobre el punto de apoyo. El cuerpo que se ha de pesar se coloca en el extremo del brazo menor, y se equilibra con un pilón o peso constante que se hace correr sobre el brazo mayor, donde se halla retrasada la escala.

## Características
La exactitud y precisión de la romana depende de la calidad de los materiales con que ha sido fabricada y del calibrado de la barra y el pilón. Se han llegado a realizar romanas de acero inoxidable, de gran resistencia al uso en el tiempo y con capacidad para pesar gramos con total fiabilidad. El principio de su funcionamiento está basado en las propiedades de las palancas, donde el peso del cuerpo a pesar se contrarresta con el contrapeso del pilón que puede deslizarse a lo largo de una regla graduada. 
Aunque existen diversos modelos de romanas, todas tienen un brazo en forma de regla graduada larga, donde se lee el peso, y otro más corto, del que se suspende el cuerpo a pesar, bien sea colocándolo en un plato o colgándolo de un gancho.
Para equilibrar la romana, hay que mover el pilón a lo largo de la regla graduada. Cuando la romana está equilibrada, la barra graduada está totalmente horizontal y el punto de la regla en que está situado el pilón permite leer el peso de la mercancía.
Desde mediados del siglo XX, las romanas fueron quedando obsoletas y están siendo sustituidas por balanzas de muelles y, más adelante, electrónicas de lectura directa, mucho más exactas y precisas. Su uso actual queda limitado a zonas rurales poco desarrolladas.
Las pesadas con la romana, así como con la balanza clásica, no dependen de la intensidad gravitatoria en el lugar, ya que su fundamento es compensar los momentos creados por el cuerpo a pesar y el momento antagonista que hace el pilón. Con una báscula electrónica, o con un dinamómetro, el peso sería diferente en función de la intensidad del campo gravitatorio. 
Por ejemplo, si se coloca 1 kg de tomates en el gancho de la romana, el pilón de la romana no variará su posición, bien sea en el valle o en el altiplano; si utilizásemos una báscula electrónica, la medida en el valle sería mayor que en el altiplano.
Es decir, la balanza y la romana comparan masas y la báscula mide fuerzas.

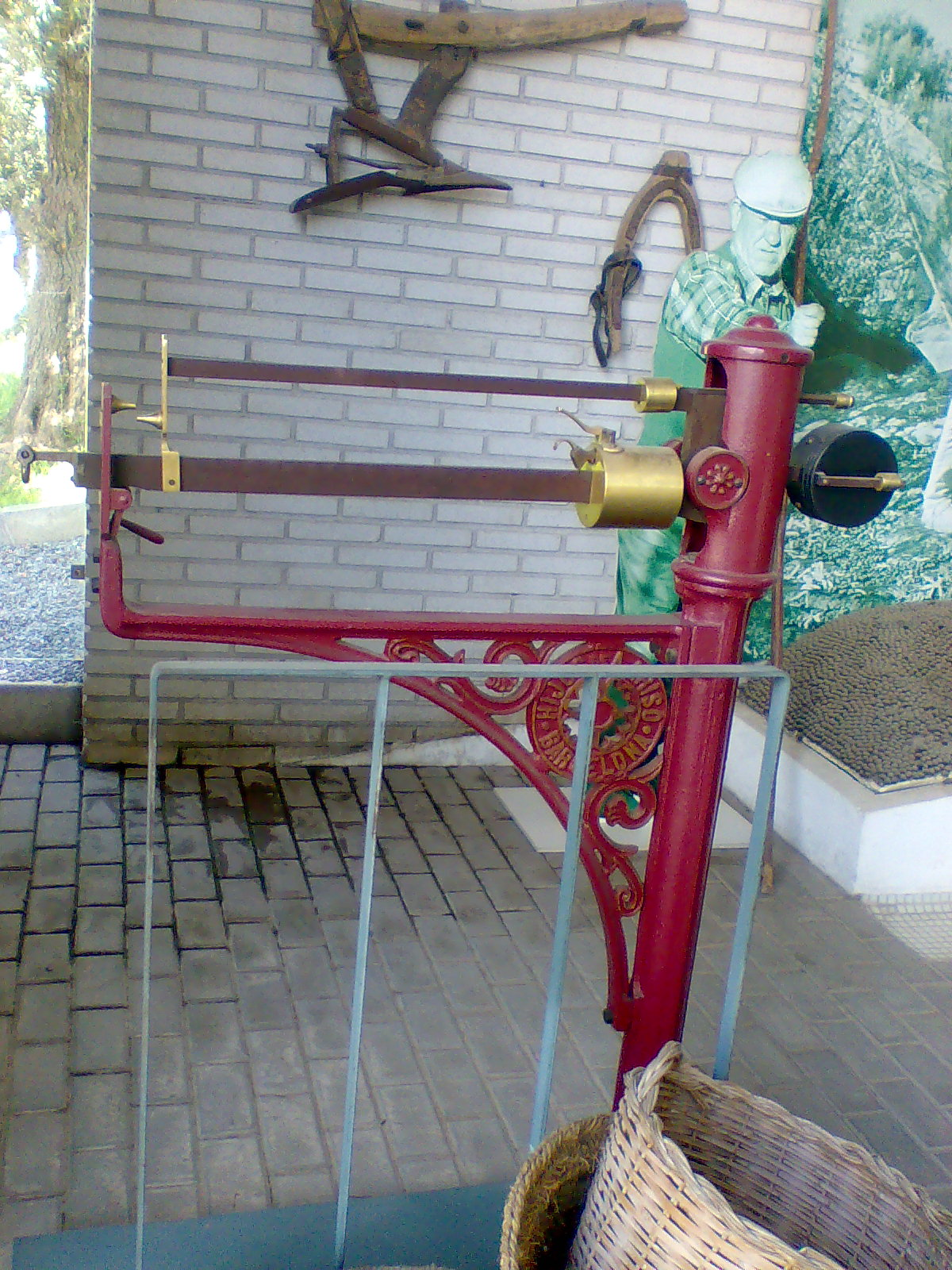
Balanza moderna, con el mismo principio de funcionamiento que la romana.

## Historia
Las romanas se usan desde tiempos muy remotos, aunque su nombre sugiere que su forma definitiva, así como su utilización, corresponden a los tiempos de la Roma Antigua. Desde entonces se ha seguido empleando en su forma más sencilla y arcaica o en otras formas más elaboradas. 
La aparición de balanzas y básculas mecánicas y, posteriormente, electrónicas, han arrinconado el uso de la romana a ambientes rurales poco desarrollados, ya que las balanzas electrónicas son más rápidas y precisas.